# Canthylidia stramineipicta
Canthylidia stramineipicta là một loài bướm đêm trong họ Noctuidae.